# Maibong
Maibong é uma cidade e uma town area committee no distrito de North Cachar Hills, no estado indiano de Assam.

## Geografia
Maibong está localizada a 25° 18′ N, 93° 10′ L. Tem uma altitude média de 355 metros (1164 pés).

## Demografia
Segundo o censo de 2001, Maibong tinha uma população de 7664 habitantes. Os indivíduos do sexo masculino constituem 55% da população e os do sexo feminino 45%. Maibong tem uma taxa de literacia de 73%, superior à média nacional de 59,5%: a literacia no sexo masculino é de 78% e no sexo feminino é de 66%. Em Maibong, 13% da população está abaixo dos 6 anos de idade.